# Prompt Payment and Stealing a Ride
Prompt Payment and Stealing a Ride er en amerikansk stumfilm fra 1911.